# Мала Весь (Свентокшиське воєводство)
Мала Весь (пол. Mała Wieś) — село в Польщі, у гміні Боґорія Сташовського повіту Свентокшиського воєводства.
Населення — 89 осіб (2011).
У 1975-1998 роках село належало до Тарнобжезького воєводства.

## Демографія
Демографічна структура на день 31 березня 2011 року:
|          | Загалом | Допрацездатний вік | Працездатний вік | Постпрацездатний вік |
| -------- | ------- | ------------------ | ---------------- | -------------------- |
| Чоловіки | 45      | 12                 | 29               | 4                    |
| Жінки    | 44      | 5                  | 26               | 13                   |
| Разом    | 89      | 17                 | 55               | 17                   |